# Heinz Salomon
Heinz Salomon (* 18. Mai 1900 in Ribnitz; † 18. Oktober 1969 in Kiel) war ein deutscher Politiker (SPD). Er wurde im letzten Transport mit Juden aus Schleswig-Holstein am 14. Februar 1945 ins Konzentrationslager Theresienstadt gebracht und kehrte von dort schwerkrank als erster Jude nach dem Zweiten Weltkrieg in die Stadt Kiel zurück.

## Leben
Salomon schrieb sich im Mai 1919 zum Studium der Zahnmedizin an der Universität Rostock ein, schlug dann aber eine kaufmännische Laufbahn ein. Er gehörte im Jahr 1946 dem ersten Ernannten Landtag von Schleswig-Holstein (Volksbildungsausschuss) und ab 1947 dem Zentralkomitee der befreiten Juden in der britischen Zone an. Im Rahmen seines Einsatzes für Entschädigungen für die Juden war er 1950 daran beteiligt, die Ansprüche auf nicht von Eigentümern oder Erben eingefordertes jüdisches Vermögen in der britischen Zone auf die Jewish Trust Corporation zu übertragen. Er setzte sich im Jahr 1956 für die Erhaltung des Verbandes der jüdischen Gemeinden Nordwestdeutschlands ein, um eine bessere Verhandlungsposition für weitere Verhandlungen über Wiedergutmachung an den Gemeinden zu haben.

## Ehrungen
Heinz Salomon wurde im Jahr 1960 vom Bundespräsidenten das Bundesverdienstkreuz erster Klasse verliehen.

## Werke
- Central Committee of Liberated Jews in the British Zone of Germany, Gemeindeabteilung Lübeck, mit Heinz Salomon, Jewish Welfare Schleswig-Holstein: Korrespondenz von Norbert Wollheim. Kiel, 1946–1948[9]